# Steel Wheels
 (novembre 2016).
Si vous disposez d'ouvrages ou d'articles de référence ou si vous connaissez des sites web de qualité traitant du thème abordé ici, merci de compléter l'article en donnant les références utiles à sa vérifiabilité et en les liant à la section « Notes et références ».
Albums de The Rolling Stones
Dirty Work
(1986) Voodoo Lounge
(1994)
Singles
1. Mixed Emotions
Sortie : 17 août 1989
2. Rock and a Hard Place
Sortie : 4 novembre 1989
3. Almost Hear You Sigh
Sortie : juin 1990
4. Terrifying
Sortie : juillet 1990

Steel Wheels est le dix neuvième album studio des Rolling Stones. Il est sorti le 29 août 1989 sur le label Rolling Stones/Virgin et a été produit par Chris Kimsey & The Glimmer Twins.
Album des retrouvailles (les Stones s'étaient séparés après l'album Dirty Work et avaient commencé à enregistrer des albums solos), il est annoncé de façon spectaculaire par un train spécialement loué qui dépose les Stones dans une gare de Harlem devant des journalistes à qui Mick Jagger annonce la reformation du groupe en donnant ostensiblement une grande bise sur le front de Keith Richards.
L'album, dont les clips Mixed Emotions et Rock and a Hard Place passent plusieurs fois par jour sur MTV, reçoit un bon accueil de la critique comme du public, et outre ces deux succès Terrifying connaîtra lui aussi une belle carrière en radio. Il est suivi d'une tournée mondiale de plus de 115 concerts, vus par plus de six millions de spectateurs.
Ce sera le dernier album studio auquel participera Bill Wyman, bassiste des Stones depuis 1962. Il annonça son départ du groupe en janvier 1993.

## Historique
Après la sortie de Dirty Work en 1986, les relations entre Mick Jagger et Keith Richards se sont considérablement détériorées, le premier privilégiant sa carrière solo au détriment du groupe. Alors que Mick publie son second album solo Primitive Cool qui reçoit un accueil froid en 1987, Keith Richards enregistre Talk Is Cheap, son premier solo, qui reçoit des critiques positives à sa sortie en 1988.
En janvier 1989, juste avant l'intronisation des Rolling Stones au Rock and Roll Hall of Fame, Mick Jagger et Keith Richards se réunissent à nouveau et retrouvent l'alchimie qui va facilement surpasser leurs différences. Après avoir composé une cinquantaine de chansons en quelques semaines, le duo invite le reste du groupe à commencer l'enregistrement de l'album qui s'appellera Steel Wheels et engage Chris Kimsey qui avait enregistré et co-produit les albums Tattoo You et Undercover à reprendre son rôle.
Les sessions se déroulent du 29 mars au 5 mai aux Air Studios à Montserrat (connu pour avoir enregistré l'album Brothers in Arms de Dire Straits qui a popularisé le format CD) dans l'archipel des Petites Antilles, puis du 15 mai au 29 juin aux studios Olympic pour les ajouts et le mixage et au palais de Ben Abbou à Tanger pour l'enregistrement de la chanson Continental Drift avec l'orchestre The Master Musicians of Jajouka dirigée par Bachir Attar, coordonnée par Cherie Nutting. Avec une grande partie des désaccords passés derrière eux, les sessions pour Steel Wheels se révèlent assez harmonieuses. Les sessions à Montserrat seront l'une des dernières du mythique studio qui fermera définitivement après le passage de l'ouragan Hugo.

## Parution et réception
Le groupe lance sa grande tournée mondiale Steel Wheels fin août 1989, au même moment que la sortie de l'album et de la chanson Mixed Emotions en single. Cette dernière, évoquant partiellement les déboires entre Mick Jagger et Keith Richards, est un nouveau succès pour le groupe aux Etats-Unis puisque le single arrive à la cinquième place.
L'album est bien accueilli à sa sortie tant au niveau critique que commercial. Il se classe deuxième au Royaume-Uni, premier en Autriche, Norvège et Canada et troisième aux États-Unis où il est certifié double disque de platine (pour deux millions de ventes). En France, il se classa à la 6e place des ventes de disque en 1989 et sera certifié double disque d'or pour plus de 200 000 exemplaires vendus. Les autres chansons sorties en single sont Rock and a Hard Place, Almost Hear You Sigh et Terrifying. La tournée, rebaptisée Urban Jungle Tour, qui se termine à la mi-1990 est très lucrative. Par la suite, le groupe publie un témoignage de la tournée à travers l'album Flashpoint en 1991.
Anthony DeCurtis du magazine Rolling Stone écrit "Toutes les ambivalences, récriminations, tentatives de rapprochement et surenchère psychologique évidentes sur Steel Wheels montrent que les Stones sont dans leur élément qui a historiquement engendré leur meilleure musique – un environnement trouble et dangereusement chargé dans lequel les apparences sont trompeuses. Contre toute attente, et à cette date tardive, les Stones ont une fois de plus généré un album qui fera danser tout le monde sur des émotions profondément troublantes et non résolues."
Stephen Thomas Erlewine du site AllMusic écrit "Les Stones sonnent bien, et Mick et Keith sortent tous les deux d'une mauvaise passe chacun avec respectivement Almost Hear You Sigh et Slipping Away. Cela ne fait pas de ce disque un chef-d'œuvre des Stones, mais ce n'est pas mal, et cela ressemble à un retour – ce que c'était censé faire, après tout."
En 2000, l'album est classé n°568 dans la liste de Colin Larkin All Time Top 1000 Albums.
L'album est le premier de la discographie du groupe à être enregistré en digital. En 1994, Steel Wheels ressort en version remastérisé par Virgin Records, et à nouveau en 2009 par Universal Music.

## Analyse
par Selon Keith Richards, le titre de l'album Steel Wheels (qu'on traduit "roues d'acier") possède plusieurs significations, dont ces roues dentées qui s'emboitent pour créer un mouvement. Une image qui évoque une nouvelle dynamique du groupe qui se remet en mouvement. Une autre raison vient de la sonorité des mots, important dans l'écriture des chansons du groupe. "Je ne me souviens plus qui en a eu l'idée, c'était le titre de travail d'une chanson qui s'appelle maintenant Rock and a Hard Place" se souvient Keith Richards.
Steel Wheels marque le grand retour des Rolling Stones sur le devant de la scène musicale après des années 1970 et 1980 comportant des hauts et des bas. Si Sad Sad Sad, Mixed Emotions, Hold On to Your Hat et Rock and a Hard Place sont les parfaits symboles de l'énergie retrouvée, Hearts for Sale est un retour aux fondamentaux du blues, tandis que Break the Spell (proche de l'univers de Tom Waits) et Slipping Away confirment le goût de Keith pour les ballades intimistes.
Une exception notable était Continental Drift, une pièce aux saveurs orientales qui montre un intérêt du groupe pour la world music. C'est également un hommage à Brian Jones (décédé vingt ans plus tôt), car elle est enregistrée avec les musiciens marocains de l'orchestre The Master Musicians of Jajouka, dont le musicien défunt avait produit un album paru après sa mort en 1971.

## Liste des titres
Toutes les chansons sont écrites et composées par Mick Jagger et Keith Richards sauf mention contraire.
| No  | Titre                                                            | Durée |
| --- | ---------------------------------------------------------------- | ----- |
| 1.  | Sad Sad Sad                                                      | 3:35  |
| 2.  | Mixed Emotions                                                   | 4:39  |
| 3.  | Terrifying                                                       | 4:53  |
| 4.  | Hold on to Your Hat                                              | 3:32  |
| 5.  | Hearts for Sale                                                  | 4:40  |
| 6.  | Blinded by Love                                                  | 4:37  |
| 7.  | Rock and a Hard Place                                            | 5:25  |
| 8.  | Can't Be Seen                                                    | 4:10  |
| 9.  | Almost Hear You Sigh (Mick Jagger, Keith Richards, Steve Jordan) | 4:37  |
| 10. | Continental Drift                                                | 5:14  |
| 11. | Break the Spell                                                  | 3:07  |
| 12. | Slipping Away                                                    | 4:30  |

## Musiciens

### The Rolling Stones
- Mick Jagger - chant, chœurs, guitares acoustique et électrique, harmonica, claviers (sur Continental Drift)
- Keith Richards - chant (sur Can't Be Seen et Slipping Away), chœurs, guitares acoustique et électriques
- Ronnie Wood - chœurs (sur Almost Hear You Sigh), guitares, basse, basse acoustique, dobro
- Bill Wyman - basse
- Charlie Watts - batterie

### Musiciens supplémentaires
- Chuck Leavell - orgue, piano, claviers
- Matt Clifford - piano acoustique et électrique, clavinet, harmonium, programmation des percussions et des cordes
- Phil Beer - mandoline, violon
- Luis Jardim - percussions
- The Kick Horns - cuivres
- Roddy Lorimer - trompette
- Les Maitres Musiciens de Jajouka dirigés par Bachir Attar Farafina ; Instruments Africains et Marocains (10)
- Lisa Fischer - chœurs
- Bernard Fowler - chœurs
- Sarah Dash - chœurs
- Sonia Morgan - chœurs
- Tessa Niles - chœurs

## Classements hebdomadaires

### Album
| Pays                                 | Durée du classement | Meilleur classement | Date              |
| ------------------------------------ | ------------------- | ------------------- | ----------------- |
| Allemagne (GfK Entertainment)        | 18 semaines         | 2e                  | 11 septembre 1989 |
| Australie (ARIA Charts)              | 10 semaines         | 7e                  | 10 septembre 1989 |
| Autriche (Ö3 Austria Top 40)         | 8 semaines          | 1er                 | 1er octobre 1989  |
| Canada (RPM)                         | 23 semaines         | 1er                 | 25 septembre 1989 |
| États-Unis (Billboard 200)           | 36 semaines         | 3e                  | 7 octobre 1989    |
| France (SNEP)                        | 28 semaines         | 6e                  | 1989              |
| Italie (FIMI)                        | —                   | 5                   | 1989              |
| Norvège (VG-lista)                   | 7 semaines          | 1er                 | 25 septembre 1989 |
| Nouvelle-Zélande (RMNZ Albums Top40) | 12 semaines         | 3e                  | 24 septembre 1989 |
| Pays-Bas (MegaCharts)                | 34 semaines         | 2e                  | 23 septembre 1989 |
| Royaume-Uni (UK Albums Chart )       | 18 semaines         | 2e                  | 23 septembre 1989 |
| Suède (Sverigetopplistan)            | 6 semaines          | 2e                  | 20 septembre 1989 |
| Suisse (Schweizer Hitparade)         | 12 semaines         | 2e                  | 10 septembre 1989 |

### Singles
Mixed Emotions
| Chart                  | Durée du classement | Position | Date              |
| ---------------------- | ------------------- | -------- | ----------------- |
| Hot 100                | 12 semaines         | 5e       | 14 octobre 1989   |
| Mainstream Rock Tracks | 9 semaines          | 1er      | 2 septembre 1989  |
| Single Top 100         | 12 semaines         | 20e      | 18 septembre 1989 |
| ARIA Charts            | 7 semaines          | 25e      | 17 septembre 1989 |
| Ö3 Austria Top 40      | 4 semaines          | 17e      | 1er octobre 1989  |
| (V) Ultratop           | 8 semaines          | 14e      | 7 octobre 1989    |
| RPM Top Singles        | 15 semaines         | 1er      | 23 octobre 1989   |
| Single Top 100         | 16 semaines         | 10e      | 12 novembre 1989  |
| VG-lista               | 3 semaines          | 9e       | 4 septembre 1989  |
| RMNZ Singles Top40     | 6 semaines          | 9e       | 24 septembre 1989 |
| Mega Top 50            | 11 semaines         | 9e       | 30 septembre 1989 |
| UK Singles Chart       | 5 semaines          | 36e      | 16 septembre 1989 |
| Sverigetopplistan      | 2 semaines          | 15e      | 6 septembre 1989  |
| Schweizer Hitparade    | 2 semaines          | 24e      | 8 octobre 1989    |

Rock and a Hard Place
| Chart                  | Durée du classement | Position | Date             |
| ---------------------- | ------------------- | -------- | ---------------- |
| Hot 100                | 14 semaines         | 23e      | 23 décembre 1989 |
| Mainstream Rock Tracks | 19 semaines         | 1er      | 21 octobre 1989  |
| RPM Top Singles        | 14 semaines         | 10e      | 23 décembre 1989 |
| Single Top 100         | 9 semaines          | 22e      | 7 janvier 1990   |
| Mega Top 50            | 8 semaines          | 23e      | 23 décembre 1989 |
| UK Singles Chart       | 3 semaines          | 63e      | 2 décembre 1989  |

Almost Hear You Sigh
| Chart                  | Durée du classement | Position | Date            |
| ---------------------- | ------------------- | -------- | --------------- |
| Hot 100                | 9 semaines          | 50e      | 10 mars 1990    |
| Mainstream Rock Tracks | 13 semaines         | 1er      | 10 mars 1990    |
| Single Top 100         | 10 semaines         | 58e      | 23 juillet 1990 |
| (V) Ultratop           | 4 semaines          | 27e      | 30 juin 1990    |
| RPM Top Singles        | 13 semaines         | 14e      | 31 mai 1990     |
| Mega Top 50            | 11 semaines         | 11e      | 16 juin 1990    |
| UK Singles Chart       | 5 semaines          | 31e      | 7 juillet 1990  |

Terrifying
| Chart                  | Durée du classement | Position | Date         |
| ---------------------- | ------------------- | -------- | ------------ |
| Mainstream Rock Tracks | 15 semaines         | 8e       | 10 mars 1990 |
| UK Singles Chart       | 2 semaines          | 82e      | 11 août 1990 |
| Single Top 100         | 8 semaines          | 40e      | 27 mai 1990  |
| Mega Top 50            | 6 semaines          | 58e      | 7 avril 1990 |

Sad Sad Sad
| Chart                  | Durée du classement | Position | Date              |
| ---------------------- | ------------------- | -------- | ----------------- |
| Mainstream Rock Tracks | 10 semaines         | 14e      | 30 septembre 1989 |
| Mega Top 50            | 5 semaines          | 71e      | 20 octobre 1990   |

## Certifications
| Pays                      | Certification | Ventes      | Date            |
| ------------------------- | ------------- | ----------- | --------------- |
| Allemagne (BVMI)          | Or            | 250 000 +   | 1989            |
| Autriche (IFPI - Austria) | Or            | 25 000 +    | 21 février 1991 |
| Canada (Music Canada)     | 3 × Platine   | 300 000 +   | 30 janvier 1990 |
| États-Unis (RIAA)         | 2 × Platine   | 2 000 000 + | 9 janvier 1990  |
| Finlande (IFPI Finland)   | Or            | 25 000 +    | 1990            |
| France (SNEP)             | 2 × Or        | 200 000 +   | 1990            |
| Pays-Bas(NVPI)            | Or            | 50 000 +    | 1989            |
| Royaume-Uni (BPI)         | Or            | 100 000 +   | 2 novembre 1989 |
| Suisse (IFPI - Schweiz)   | Or            | 25 000 +    | 1989            |